# Martine Ract-Madoux
Pour les articles homonymes, voir Ract-Madoux.
Martine Ract-Madoux (née en 1947) est une juriste française.

## Biographie
Martine Ract-Madoux est la fille de Marcel Thomas. Dans les années 1990, elle exerce les fonctions de conseiller rapporteur de la Commission de révision des condamnations pénales.
Elle est nommée présidente de la Cour de justice de la République le 19 mars 2012 et succède à Jean-Pierre Feydeau,. Jean Baptiste Parlos lui succède à ce poste en 2018.